# Andrey Gustavo dos Santos
Andrey Gustavo dos Santos (født 23. september 1974) er en tidligere brasiliansk fodboldspiller.
Han har spillet for flere forskellige klubber i sin karriere, herunder Sanfrecce Hiroshima.